# Aldebert de Peyre (évêque de Viviers)
Pour les articles homonymes, voir Aldebert de Peyre.
Aldebert de Peyre, mort à Viviers en 1306, est un évêque de Viviers de l'extrême fin du XIIIe siècle et du début du siècle suivant, issu de la famille de Peyre.

## Biographie
Aldebert de Peyre, fils d'Astorg VII (seigneur de Peyre, 1220-1274) et de Guigone de Cénaret, est issue de la famille de Peyre, dont le château patrimonial se situait sur le roc de Peyre, sur les contreforts de l'Aubrac en Gévaudan. La tradition familiale voulait que l'aîné des Peyre porte le prénom d'Astorg, alors que son cadet devait hériter de celui d'Aldebert, et se destiner aux ordres. C'est ainsi qu'aux XIe et XIIe siècles, deux évêques de Mende se sont nommés Aldebert de Peyre.
Il est tout d'abord prévôt du chapitre de Mende. Puis il devient, en 1297, évêque dans le diocèse voisin de Viviers. En 1303 il est présent auprès du roi lors de la création du parlement de Toulouse. Durant son épiscopat, Aldebert de Peyre reconnaît la suzeraineté du roi de France. Accord confirmé par Philippe le Bel le 2 janvier 1306.
Il avait acquis le château de Marchastel sur l'Aubrac, mais aussi le quartier éponyme à Mende et d'autres possessions en Gévaudan. Dans son testament il institue la tradition familiale. Ainsi le cadet des Peyre devra hériter de la seigneurie de Marchastel, et se nommer Aldebert. De plus il ne devra parler « ni français, ni auvergnat, ni autrement, mais comme il parle lui Aldebert et comme son père parlait ».